# Mariano Matamoros
Mariano Matamoros y Guridi (Mexikóváros, 1770. augusztus 14. – Valladolid (ma Morelia), 1814. február 3.) mexikói függetlenségi harcos.

## Életrajz
1770. augusztus 14-én született Mexikóvárosban José Matamoros és Mariana Guridi gyermekeként. A Colegio de Santa Cruz de Tlatelolcóban tanult, ahol 1789-ben végzett művészet és teológia szakon.
A függetlenségi mozgalmak kezdetekor a jonacatepeci Jantetelcóban volt pap, és mivel szimpatizált a mozgalommal, elfogatási parancsot adtak ki ellene. Üldözői elől sikerült elmenekülnie, 1811. december 18-án Izúcarban csatlakozott José María Moreloshoz és itt is maradt egészen addig, amíg Morelos Cuautlába nem indult.
1812 elején Taxcóba ment, ahol január 4-én Morelos a gyalogság ezredesévé nevezte ki. Néhány nap múlva a felkelők hada Tenancingón át Cuautlába vonult, azonban februárban a spanyol Félix María Calleja megkezdte a város ostromát. A hosszú ostrom során a védők élelme fogyni kezdett, ezért április 21-én Matamoros és Manuel Perdiz kiszökött, hogy megpróbáljon ellátmányt szerezni. Ocuitucóban Miguel Bravo is csatlakozott hozzá, de az élelmiszert nem sikerült eljuttatniuk Cuautlába. Miután május elején Morelos a város feladására kényszerült és elmenekült, Matamorosszal Izúcarba tértek vissza. Itt újjászervezte csapatait és létrehozott egy Szent Péter apostolról elnevezett dragonyossereget is, mintegy tiltakozván Francisco Xavier Venegas alkirály június 25-i rendelete ellen, amelyben halálbüntetéssel sújtandó bűnösnek nyilvánított mindenkit, aki a függetlenségi harcokat vezeti vagy egyházi személyként támogatja azt.
1812. november 9-én újra találkoztak Morelosszal, másnap Oaxaca városa felé vették az irányt, ahol 25-én megkezdődött az ostrom. A sikeres harcban Matamoros is kitűnt tetteivel.
1813 februárjának elején Yanhuitlánban ismét Moreloshoz társult, áprilisban pedig Manuel Dambrini guatemalai származású királypárti vezért vette üldözőbe. 19-én Tonalánál le is győzte őt. Ezután visszaindult Oaxacába, ahova május 28-án érkezett meg. Mivel Nicolas Bravóval nézeteltérései jelentkeztek, egy június 12-i gyűlésen Matamoros és Carlos María de Bustamante azt javasolták, Bravót küldjék inkább a keleti Veracruz irányába és helyét Mariano Rincón vegye át.
Miután Acapulcóban Morelos altábornaggyá nevezte ki, ismét Yanhuitlánba ment, ahol tovább szervezte csapatait és a fegyvergyártást. Augusztus 16-án elindult Izúcar visszaszerzéséért, de szeptember 21-én Morelos úgy rendelkezett, siessen inkább Nicolás Bravo segítségére, akinek csapatait San Juan Coscomatepecben ostromolták éppen. Matamoros azonban későn érkezett, Bravo vereséget szenvedett.
Ezután Tehuizingóban rendezkedett be, de hamarosan Morelos felhívására Valladolid ostromára indult. Decemberben Cutzamalában egyesültek az ő és más felkelő vezérek csapatai, majd Huetamón, Tacámbarón és Tiripetíón át haladtak Valladolid felé. December 20-án Matamorost bízták meg, hogy gyűjtsön elég szenet, amivel kifesthetik a támadásra készülő katonák arcait és kezeit. A város ostroma 23-án kezdődött meg, de a Ciriaco de Llano és Agustín Iturbide által vezetett védők vereséget mértek rájuk.

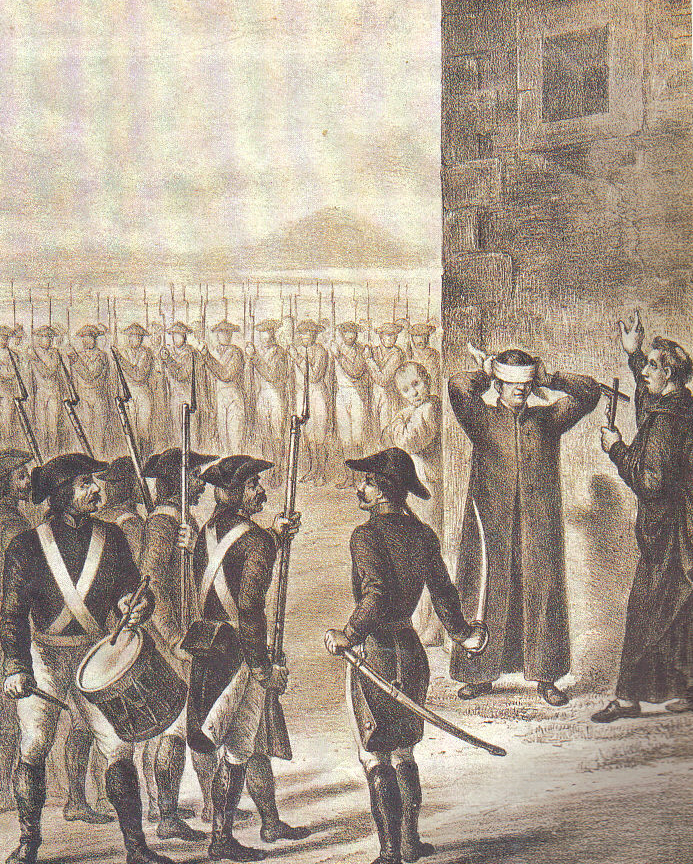
Matamoros kivégzése

A felkelők Chupíón keresztül Puruaránig hátráltak, ahol január 5-én De Llano és Iturbide ismét megtámadta őket. A csata során Matamorost egy José Eusebio Rodríguez nevű dragonyos elfogta. A foglyot január 12-én Pátzcuaróba, 3 nappal később pedig Valladolidba szállították. Itt vádat emeltek ellene és halálra ítélték. Annak ellenére, hogy Morelos 200 királypárti fogoly kiszabadítását ajánlotta cserébe Matamorosért, a halálos ítéletet február 3-án végrehajtották.
Földi maradványait később a mexikóvárosi Függetlenség-emlékmű alá temették el.

## Emlékezete
Matamorosnak számos szobrot és emlékművet emeltek Mexikó-szerte, valamint 7 községet (Matamoros (Coahuila), Matamoros (Chihuahua), Matamoros (Tamaulipas), Tlacolula de Matamoros (Oaxaca), Izúcar de Matamoros (Puebla), Landa de Matamoros (Querétaro) és Ixtacuixtla de Mariano Matamoros (Tlaxcala)) és 58 települést is elneveztek róla, köztük a kb. 450 000 lakosú északi határvárost (hivatalos nevén Heroica Matamoros).